# Bokkonia

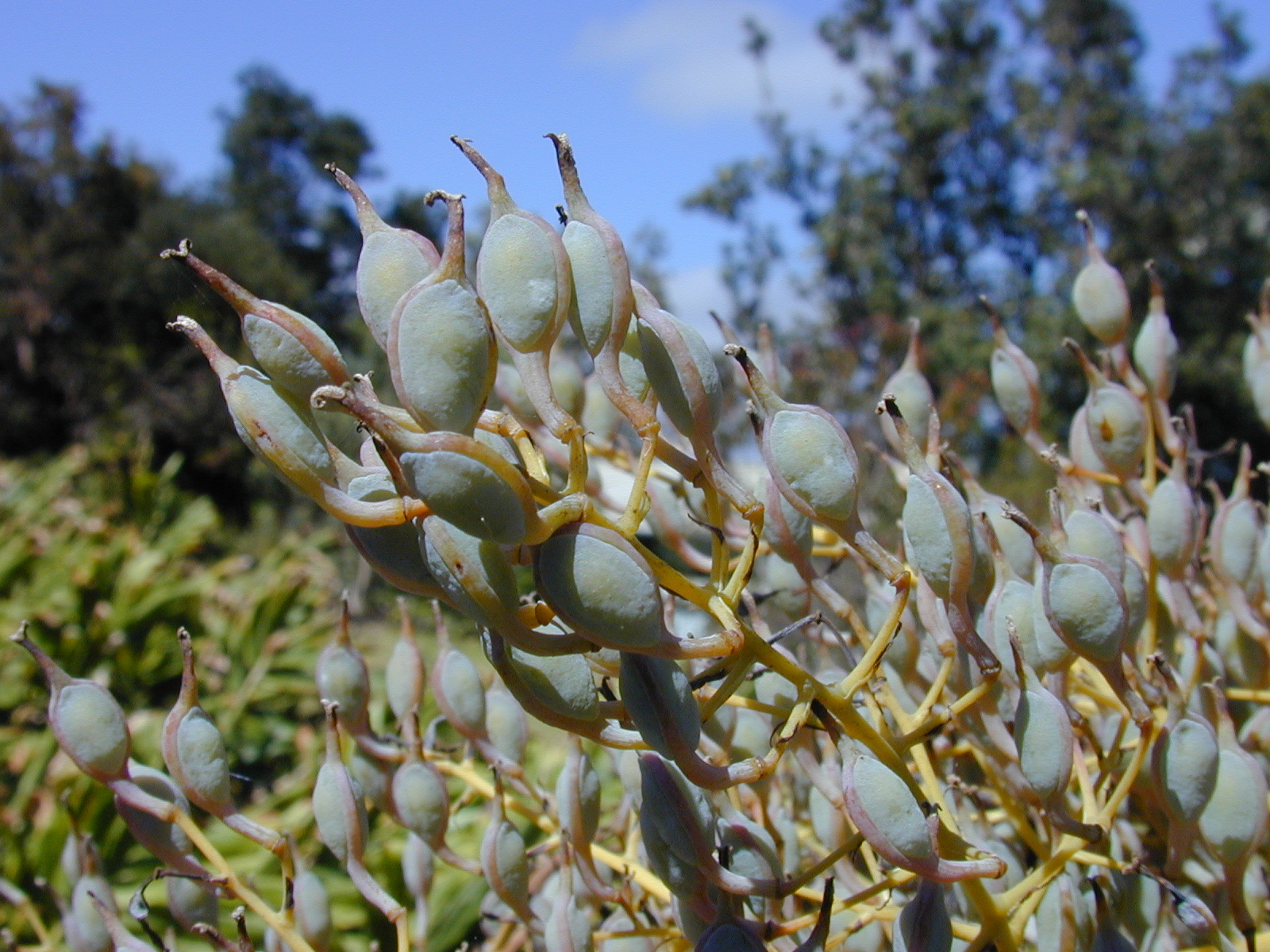
Owoce Bocconia frutescens

Bokkonia (Bocconia) – rodzaj roślin z rodziny makowatych. Obejmuje 10 gatunków występujących głównie w obszarach górskich tropikalnej Ameryki, od Meksyku na północy po Argentynę na południu. Bocconia frutescens jest poza tym gatunkiem inwazyjnym na Hawajach, w Australii i Afryce. Rośliny zawierają pomarańczowy sok mleczny i są wiatropylne.

## Morfologia
Krzewy lub małe drzewa, słabo rozgałęzione. Liście pierzastowrębne. Kwiaty skupione są w gęstych kwiatostanach wyrastających na końcach pędów. Okwiat jest zredukowany do dwóch listków. Pręciki w liczbie 9–10, wydłużone, produkują wielkie ilości pyłku. Zalążnia z 2 owocolistków jednokomorowa. Słupek zakończony jest pierzastym znamieniem. Owoce mięsiste. 

## Systematyka
Pozycja systematyczna według Angiosperm Phylogeny Website (aktualizowany system APG IV z 2016)
Rodzaj z plemienia Chelidonieae, podrodziny Papaveroideae, rodziny makowatych Papaveraceae, zaliczanej do rzędu jaskrowców (Ranunculales) i wraz z nim do okrytonasiennych.
Wykaz gatunków
- Bocconia arborea S.Watson
- Bocconia frutescens L.
- Bocconia glaucifolia Hutch.
- Bocconia gracilis Hutch.
- Bocconia hintoniorum B.L.Turner
- Bocconia integrifolia Bonpl.
- Bocconia latisepala S.Watson
- Bocconia macbrideana Standl.
- Bocconia pubibractea Hutch.
- Bocconia vulcanica Donn.Sm.

Zaliczany tu dawniej gatunek bokkonia sercowata (Bocconia cordata Willd.) współcześnie klasyfikowany jest jako makleja sercowata (Macleaya cordata (Willd.) R.Br.).

## Zastosowanie
Niektóre gatunki uprawiane są w strefie międzyzwrotnikowej jako rośliny ozdobne. Bocconia frutescens używana bywa jako lek przeciwrobaczy. Wyciągi z Bocconia arborea wykazują skuteczne działanie przeciw mikroorganizmom. Poza tym pochodzące z tej rośliny alkaloidy mają działanie przeczyszczające i służą do powodowania poronień.